# Сурдокамера

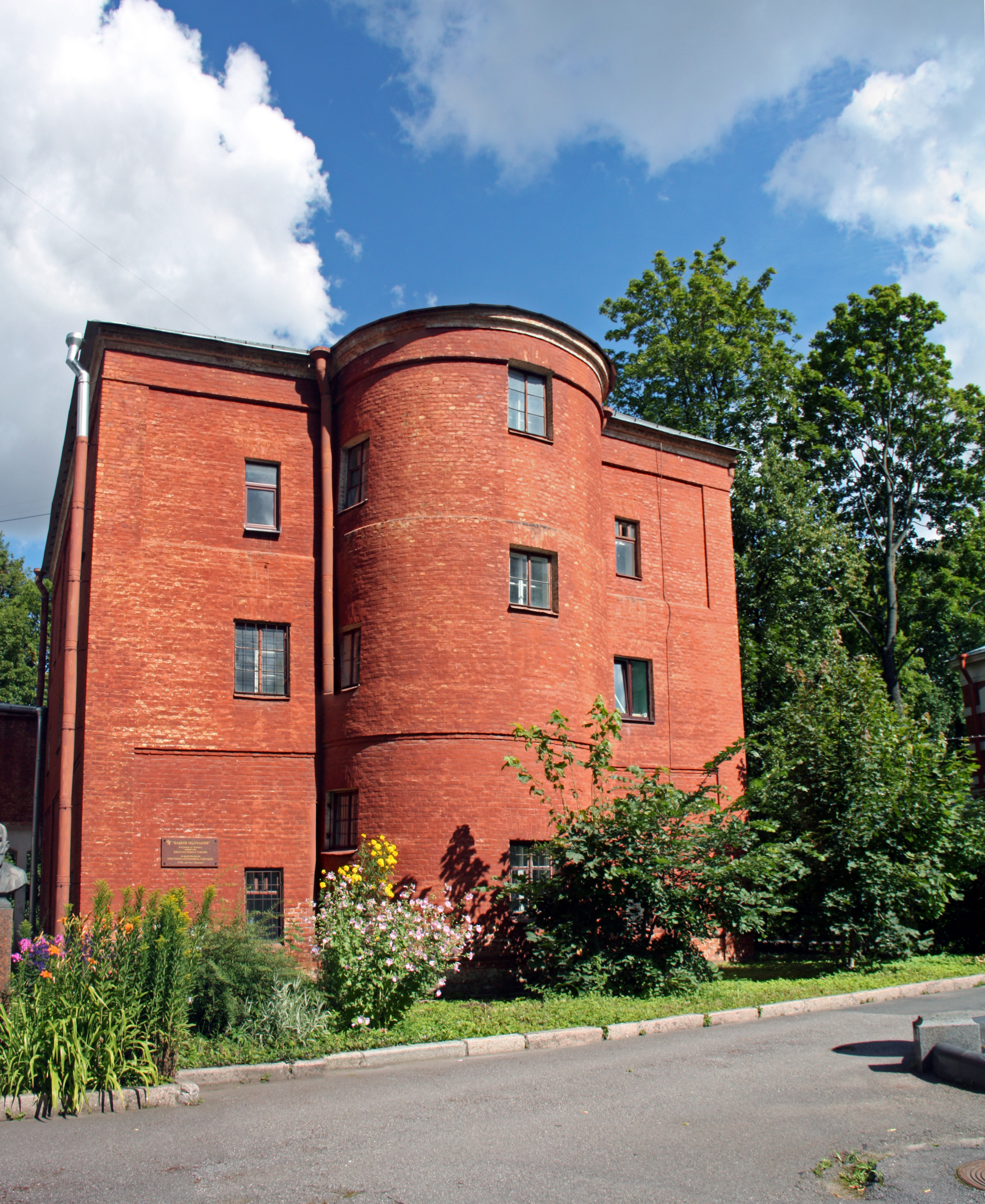
«Башня молчания» на Аптекарском острове, спроектированная академиком Павловым в 1913 году

Сурдока́мера (от лат. surdus — глухой и camera — свод, комната) — специальное герметичное и звукоизолированное помещение, применяемое для экспериментов и подготовки космонавтов. 

## Общая информация
Сурдокамера представляет собой специальное помещение, рассчитанное на нахождение в нём одного или нескольких человек на протяжении некоторого времени и применяемое для экспериментов. 
Существуют следующие разновидности сурдокамер:
- обычные сурдокамеры — герметичные и звукоизолированные помещения
- безэховые комнаты — сурдокамеры, устроенные так, что их стены не только являются звуконепроницаемыми, но и обеспечивают минимальное отражение звука внутрь камеры
- сурдобарокамеры — сурдокамеры, являющиеся также барокамерами, то есть устроенные так, что можно искусственным образом регулировать давление внутри них

В некоторых сурдокамерах также искусственное освещение сделано очень слабым или имеется возможность его регулирования.
Сурдокамеры применяются для проведения физиологических, например, для определения порога слышимости, психологических (устойчивость индивидуума к изоляции) и прочих исследований, позволяет имитировать некоторые условия космического полёта.
Нахождение в сурдокамере на протяжении продолжительного времени (от суток до нескольких месяцев) применяется как метод тренировки при подготовке космонавтов, которые в условиях сенсорной депривации — снижения уровня внешней афферентации (то есть в отсутствие звуковых, световых и других раздражителей) привыкают к изоляции от внешнего мира и монотонности обстановки.

## История
Первые в России сурдокамеры расположены в «Башне молчания» (Санкт-Петербург), созданной по проекту академика Ивана Петровича Павлова в 1913—1917 гг.
На первоначальном этапе исследований в СССР космонавты обычно находились в сурдобарокамерах в условиях пониженного давления, в которых искусственно создавалась атмосфера, состоявшая из чистого кислорода. После того, как 23 марта 1961 года при проведении плановых тренировок в сурдобарокамере, где находился кандидат в космонавты Валентин Бондаренко, произошёл пожар, в результате которого испытуемый погиб, в сурдокамерах для тренировок космонавтов стал применяться обычный воздух.
Реакцию человека на изоляцию от внешних раздражителей исследователи определяют визуально или объективно с помощью специальной телеметрической и другой аппаратуры.